# Grad Kodeljevo
Grad Kodeljevo (Turn ob Ljubljanici, nemško Thurn an der Laibach) je dvorec iz 17. stoletja, ki stoji ob Koblarjevi ulici v ljubljanskem predelu Kodeljevo.
Graščina Kodeljevo s kapelo in parkom je kulturni spomenik in naravna znanenitost.

## Zgodovina
Dvorec je bil zgrajen v prvi polovici 17. stoletja ob velikem okljuku takratne toka reke Ljubljanice, ki je bila kasneje regulirana. Leta 1640 je bil lastnik Burkhard pl. Hitzigkh, leta 1654 janez Ferdinand Hoffman pl. Hoffental, za njim vdova Marija Magdalena, kasneje poročena Edling. Ta ga je prodala oskrbniku idrijskega rudnika Gašperju baronu pl. Lichtenturnu, leta 1677 so ga dobile klarise in 1678 Franc pl. Zergollen. Njegov sin ga je leta 1700 skupaj s kodelškim gospostvom prodal Petru Antonu Codelliju, priseljenemu iz Bergama. 
Rodbina Codelli je bila pomemben zemljiški posestnik. V času Francozov (med letoma 1811 do 1832) je bil baron Anton Franc Ksaver Pavel Codelli ljubljanski mer (župan). Zadnji lastnik, Anton Codelli, pa je znan po tem, da je leta 1898 v Ljubljano pripeljal prvi avto. Bil je izumitelj in lastnik več patentov. Najpomembnejša so bila njegova odkritja povezana z elektroniko (daljnozor). Po 2. svetovni vojni se je Codelli preselil v Švico.
Po koncu vojne je bil grad nacionaliziran in v njem urejena stanovanja, kasneje pa mladinski vzgojno poboljševalni dom, partijska šola in dom upokojencev. Leta 1973 je bila stavba prenovljena, nakar jo je prevzelo gostinsko podjetje Figovec ter jo oddajalo različnim najemnikom.
Danes je na območju posestva zgrajen športni park Kodeljevo, zraven je tudi Fakulteta za šport. 
Trenutno je grad v denacionalizacijskem postopku. V pritličju sta gostilna in picerija.

## Arhitektura
Dvorec je pravokotna dvonadstropna stavba s strmo štirikapno streho, zidana v renesančnem slogu. Na vzhodu je enonadstropni stolpičasti izzidek z odprtim pritličjem na dveh stebrih. Glavni vhod je polkrožen kamnit portal s širokima bazama, kapiteloma in sklepnikom v temenu. Naknadno je bil vzidan še Codellijev grb. Pritlična okna so manjša in vzdolžno pravokotna, v nadtropjih pa večka in pokončna, s profiliranimi karnisami in policami. Na fasadi so leta 1995 vzidali spominsko ploščo zadnjemu lastniku baronu Antonu Codelliju.
V notranjosti je zavito stopnišče s kovano ograjo ter nekaj baročnih portalov.Samo v pritličju so ohranjeni prvotn oboki s sovodnicami, ostali so novejši.
Leta 1738 je dal Avguštin Codelli dvorcu prizidati baročno kapelo posvečeno Brezmadežni Devici Mariji, s tremi marmornatimi oltarji in veliko baročno kupolo. Vhod v kapelo je rizalitno poudarjen portal z ravno preklado, levo in desno sta niši v katerih sta bila v preteklosti kipa sv. Avguština in sv. Ambrozija. Kapela, ki jo krasijo različne poslikave Frana Jelovška je v celoti poslikana. Trije baročni oltarji so iz kararskega marmorja. Na velikem je osrednja figura Brezmadežne, ki jo spremljajo štiri svetniške plastike, delo kiparja Jacopa Contierija. O pozidavi kapele lahko preberemo napis s kronogramom pod korom.
Na dvorišču stoji baročni vodnjak s kovanim vretenom, z grbom Avguština Codellija pl. Fahnenfel ter letnico 1753. Stoji ob mogočni lipi.
Na baročnem gospodarskem poslopju je vidna letnica 1706.
Grad se v stoletjih ni bistveno spremenil, so pa Codellijevi gradili gospodarska poslopja in uredili park, ki je lepo viden na mapnem listu franciscejskega katastra.

## Park Antona Codellija
Današnji park je manjši ostanek nekdajega velikega grajskega parka. Segal je od stare struge Ljubljanice (pri sedanjem letnem kopališču) čez celotno, sedaj pozidano Kodeljevo, do nekdanje struge Ljubljanice. Od gradu do reke je bila speljana ravna široka cesta s kostanjevim drevoredom in rondojem na koncu. park je bil razdeljen v pravokotno mrežo poti in gred.
Leta 1828 so Ljubljanico regulirali in zravnali okljuk ob Zaloški cesti in pred Selom. Opuščeno rečno korito je bilo delno zasuto ob izgradnji teniških igrišč, nekaj ohranjenih brestov pa še kaže potek stare struge.
Park Antona Codellija, prej park Kodeljevo je gosto zasajen z drevjem in deluje kot gozd. Ob otroškem igrišču rastejo gabri, bresti, smreke, lipe, breze, macesni in platana. Ob vodnjaku stoji lipa, nedaleč stran pa velika bukev. Do gradu vodita dva drevoreda kostanjev, eden od Litijske ceste in drugi od Povšetove ulice.